# Геронтофобия
Геронтофобия (от гръцки: geron, gerontos – „старец“, „старост“ и φόβος – „страх“) е страх от остаряване или омраза и/или/ страх от възрастните хора. В медицината този термин се отнася до разновидност на психическо заболяване, изразено в страх или омраза към контактите с възрастни хора и/или собственото стареене. В последно време се разпространява във връзка с развитието на различни социални мрежи, където се създават групи с геронтофобска ориентация.